# العلاقات البيروية السلوفاكية
العلاقات البيروفية السلوفاكية هي العلاقات الثنائية التي تجمع بين بيرو وسلوفاكيا.

## مقارنة بين البلدين
هذه مقارنة عامة ومرجعية للدولتين:
| وجه المقارنة                                              | بيرو                                   | سلوفاكيا                                                       |
| --------------------------------------------------------- | -------------------------------------- | -------------------------------------------------------------- |
| المساحة (كم2)                                             | 1.29 مليون                             | 49.03 ألف                                                      |
| عدد السكان (نسمة)                                         | 32.16 مليون                            | 5.44 مليون                                                     |
| الكثافة السكانية (ن./كم²)                                 | 24.93                                  | 110.95                                                         |
| العاصمة                                                   | ليما                                   | براتيسلافا                                                     |
| اللغة الرسمية                                             | اللغة الإسبانية، اللغة الأيمرية، كتشوا | اللغة السلوفاكية                                               |
| العملة                                                    | سول بيروفي جديد                        | كرونة سلوفاكية، يورو                                           |
| الناتج المحلي الإجمالي (بليون دولار)                      | 211.39 مليار                           | 95.77 مليار                                                    |
| الناتج المحلي الإجمالي (تعادل القوة الشرائية) بليون دولار | 393.13 مليار                           | 162.34 مليار                                                   |
| الناتج المحلي الإجمالي الاسمي للفرد دولار أمريكي          | 6.03 ألف                               | 16.09 ألف                                                      |
| الناتج المحلي الإجمالي للفرد دولار أمريكي                 | 11.99 ألف                              | 30.46 ألف                                                      |
| مؤشر التنمية البشرية                                      | 0.740                                  | 0.844                                                          |
| رمز المكالمات الدولي                                      | +51                                    | +421                                                           |
| رمز الإنترنت                                              | .pe                                    | .sk                                                            |
| المنطقة الزمنية                                           | توقيت بيرو، 00                         | توقيت وسط أوروبا، ت ع م+01:00، ت ع م+02:00، أوروبا/براتيسلافا ‏ |

## منظمات دولية مشتركة
يشترك البلدان في عضوية مجموعة من المنظمات الدولية، منها:
| علم المنظمة | اسم المنظمة                               | تاريخ انضمام بيرو | تاريخ انضمام سلوفاكيا |
| ----------- | ----------------------------------------- | ----------------- | --------------------- |
|             | مؤسسة التنمية الدولية                     | 30 أغسطس 1961     | 1993                  |
|             | يونسكو                                    | 21 نوفمبر 1946    | 9 فبراير 1993         |
|             | وكالة ضمان الاستثمار متعدد الأطراف        | 2 ديسمبر 1991     | 1993                  |
|             | الأمم المتحدة                             | 31 أكتوبر 1945    | 19 يناير 1993         |
|             | الفريق المعني برصد الأرض                  | ?                 | ?                     |
|             | الاتحاد البريدي العالمي                   | ?                 | ?                     |
|             | البنك الدولي للإنشاء والتعمير             | 31 ديسمبر 1945    | 1993                  |
|             | الاتحاد الدولي للاتصالات                  | 12 يوليو 1915     | 23 فبراير 1993        |
|             | منظمة حظر الأسلحة الكيميائية              | ?                 | ?                     |
|             | مؤسسة التمويل الدولية                     | 20 يوليو 1956     | 1993                  |
|             | المركز الدولي لتسوية المنازعات الاستشارية | 8 سبتمبر 1993     | 26 يونيو 1994         |
|             | منظمة التجارة العالمية                    | ?                 | ?                     |
|             | منظمة الشرطة الجنائية الدولية             | ?                 | ?                     |

## وصلات خارجية
- موقع وزارة الخارجية البيروفية
- موقع وزارة الخارجية السلوفاكية